# Reversor de empuxo

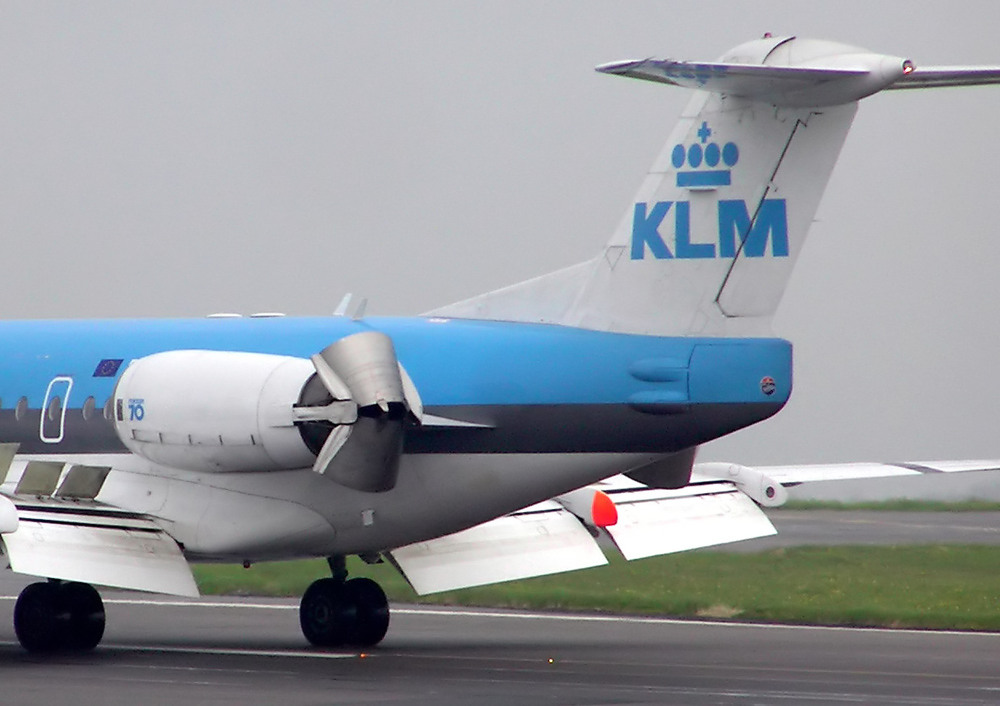
Fokker 70 da empresa KLM com empuxo reverso aplicado. As duas superfícies atrás do motor podem ser vistas na posição ativada, dirigindo o fluxo de ar liberado pelo motor para frente.

Reversor de empuxo ou empuxo reverso (em inglês: thrust reversal, thrust reverser ou reverse thrust) é uma modificação temporária do motor de uma aeronave que tem por objetivo utilizar os gases proveniente da câmara de combustão dos motores como "freios". Isso é feito   através de conchas defletoras que acionam e desviam os gases oriundos da turbina forçando-os a formar um ângulo de 45 graus, o que produz uma força de empuxo contrária ao sentido normal de deslocamento da aeronave gerando forte desaceleração. Os reversores de empuxo são geralmente usados em aviões a jato, para ajudar a frear após a aterrissagem, reduzindo o uso dos freios e permitindo distâncias menores de frenagem.
O uso de reversores com freios reduzem a distância de pouso sendo uma maneira eficiente de frear o avião.

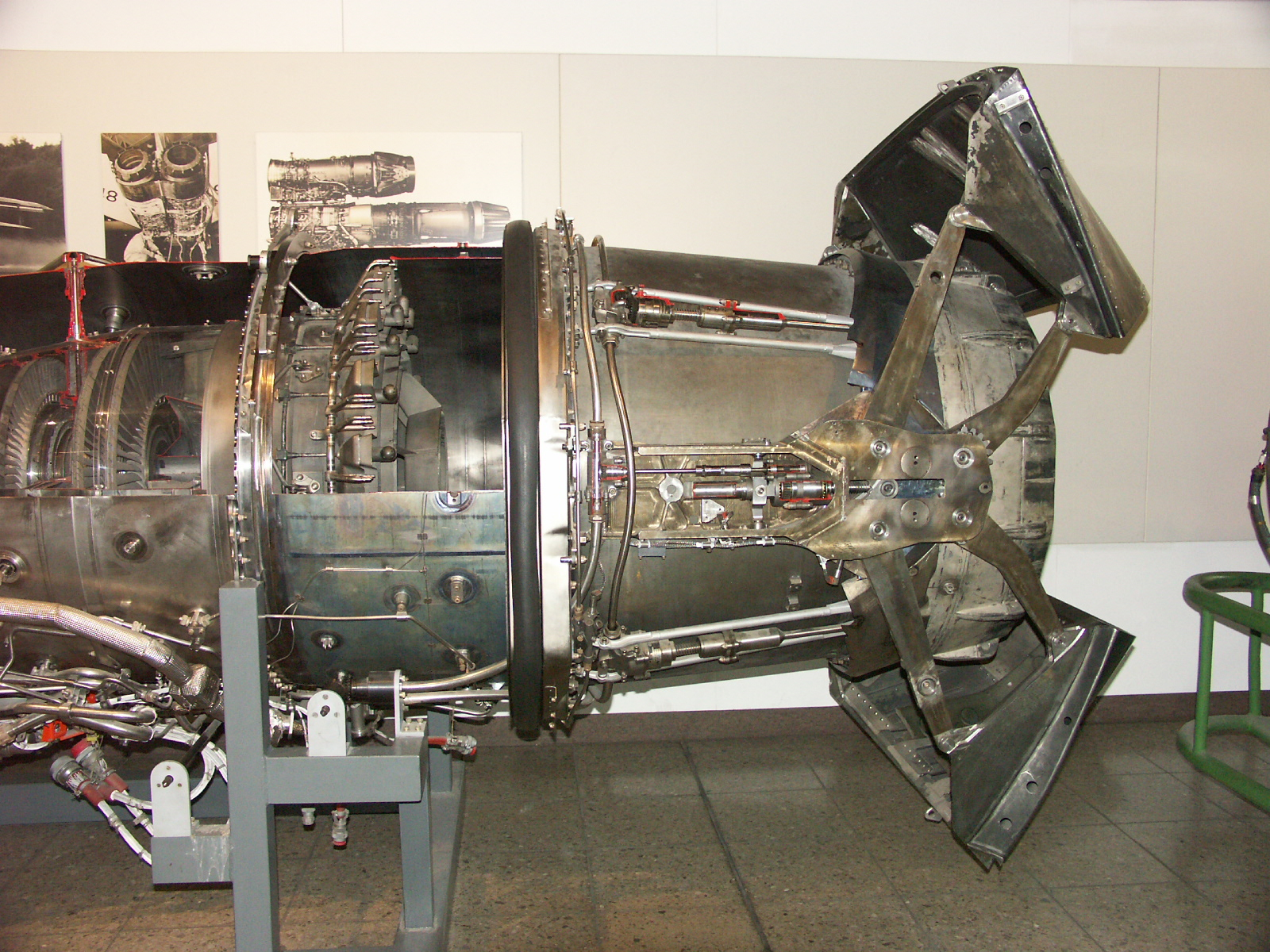
Reversos de empuxo em um motor Turbo-Union RB199.

## Funcionamento
O reversor geralmente é aplicado imediatamente após a aterrissagem, muitas vezes junto com os spoilers, para melhorar a desaceleração no início da rolagem na pista de pouso. O reversor é acionado manualmente. Quando o reverso é acionado, os passageiros ouvem um aumento repentino no ruído do motor, especialmente os que estão sentados logo à frente dos motores. 
Ditam os regulamentos que um avião deve ser capaz de pousar em uma pista certificada para pouso de voos regulares sem o uso de reversores. 
Uma vez que a velocidade da aeronave tenha diminuído, o reversor é desligado para evitar que o fluxo de ar invertido contribua na ingestão de detritos para evitar danos ao motor.

## Falhas e Acidentes
- Em 9 de fevereiro de 1982 o McDonnell Douglas DC-8-61, prefixo JA8061, da Japan Airlines, realizando o voo 350, caiu de uma altitude de 1.000 pés (300 m) na curta pista do Aeroporto de Haneda, em Tóquio após o acionamento intencional do reverso em dois dos quatro motores do DC-8 em uma aparente tentativa de suicídio do piloto, resultando em 24 mortes de passageiros.

- Em 29 de agosto de 1990, o Lockheed C-5A Galaxy, prefixo 68-0228, da Força Aérea dos EUA, caiu logo após decolar da Base Aérea de Ramstein, na Alemanha. Assim que a aeronave começou a subir, um dos reversores, de repente, foi acionado. Isto resultou em perda de controle da aeronave e posterior queda. Das 17 pessoas a bordo, apenas 4 sobreviveram ao acidente.

- Em 26 de maio de 1991 o Boeing 767-3Z9ER, prefixo OE-LAV, da Lauda Air, realizando o voo NG004 sofreu um acidente quando o reversor do motor No. 1 foi acionado, o que levou a perda de controle e queda da aeronave a 5,6 km (3.5 mL) a Nor-Nordeste de Phu Toey, na Tailândia. [3] Todos os 213 passageiros e 10 tripulantes morreram.

- Em 31 de outubro de 1996, o acidente com o Vôo TAM 402 foi causado por ativação espontânea do reversor de um dos motores da aeronave (Fokker 100), prefixo PT-MRK, da TAM, durante o voo, logo após a decolagem, matando 96 pessoas no avião e mais três em solo.

- Em 25 de julho de 2000, o Concorde (Aérospatiale/BAC Concorde 101), prefixo F-BTSC, da Air France teve seu acidente atribuído a um fragmento de titânio que caiu do reversor do DC-10-30, prefixo N13067, da Continental Airlines que tinha decolado do mesmo aeroporto, o Paris-Charles de Gaulle, uns quatro minutos mais cedo. Esse fragmento foi utilizado na substituição de uma peça que não tinham sido aprovada pela FAA. Todos os 109 ocupantes do Concorde e quatro pessoas em solo morreram.

- Em 2 de agosto de 2005 o Airbus A340-313X, prefixo F-GLZQ, da Air France, realizando o voo 358, partiu de Paris com destino a Toronto. Na aproximação para aterrissagem, enfrentou trovoadas e forte chuva. Após um confuso contato com a torre de controle, a aeronave aterrissou na pista 24L do Aeroporto Internacional de Pearson, em Toronto, no Canadá. O avião não conseguiu parar e derrapou parando 200 metros depois do final da pista, com o nariz apontando para uma ribanceira.  Este acidente foi atribuído, em parte, a um erro no acionamento do sistemas de reversão de empuxo. Todos os 297 passageiros e os 12 tripulantes conseguiram sair do avião a salvo.

- Em 8 de dezembro de 2005, o Boeing 737-7H4, prefixo N471WN, da Southwest Airlines, realizando o voo 1248 atravessou a pista do Aeroporto Chicago Midway, em Illinois, nos EUA, atravessando o muro do aeroporto e parando próximo a uma estrada. O 737 colidiu com alguns veículos e causou a morte de um menino de 6 anos de idade que estava em um desses carros. Foi confirmado no relatório oficial do acidente que o reversor foi acionado tardiamente, 18 segundos após o impacto.

- Por ser um dos sistemas responsáveis pela desaceleração da aeronave durante o pouso no Aeroporto de Congonhas, em São Paulo, especula-se que o Voo TAM 3054, em 17 de julho de  2007, foi fatalmente prejudicado pela ausência do reversor direito, que estava inoperante (pinado). Matando um total de 199 pessoas, sendo 187 pessoas no avião e 11 em solo, ninguém sobreviveu. O Desastre foi o pior da história do Brasil.

## Referencias
1. ↑  Wragg, David W. (1973). A Dictionary of Aviation first ed. [S.l.]: Osprey. p. 223. ISBN 9780850451634